# T-15 Armata
O T-15 Armata é um veículo de combate de infantaria pesado desenvolvido pela Rússia. Tendo sido apresentado ao publico no Desfile do Dia da Vitória em Moscovo em 2015.

## Desenvolvimento

### Armamento
O T-15 Armata está armado com a torre da estação de armas de controle remoto ‎‎Bumerang-BM‎‎ (Epoch) com um canhão automático de 2A42 de 30 mm, um ‎‎PKT‎‎ coaxial de 7,62 mm e um banco de dois ‎‎mísseis anti-tanque‎‎ ‎‎Kornet-M de 9M133M‎‎ em ambos os lados‎‎ ou a torre remota AU-220M Baikal que possui um canhão automático de 57 mm BM-57 e os mísseis anti-tanque guiados ‎‎Ataka 9M120-1M.‎‎ ‎‎ ou DUBM-57 Kinzhal RCWS com canhão automático BM-57, metralhadora PKMT de 7,62 mm e ATGMs Ataka 9M120-1. ‎

### Mobilidade
T-15 é baseado na ‎‎Plataforma De Combate Universal Armata,‎‎ mas ao contrário do T-14 tem seu motor na frente. ‎‎ É alimentado por um novo motor diesel multicombustíduo de 1.500 cv, juntamente com uma transmissão automática hidromecânica, tem um peso de combate de cerca de 48 toneladas, uma velocidade máxima de estrada de 65-70 km/h (40-43 mph), uma faixa operacional de 550 km (340 mi), e uma relação potência-peso de mais de 30 h.p./t.‎

### Proteção
Assim como o T-14, o T-15 é protegido por ‎‎blindagem reativa‎‎ e o ‎‎Afganit‎‎ (russo: ‎‎Апганит‎‎) ‎‎sistema de proteção ativa‎‎. Enquanto o T-14 tem seus tubos de lançamento ‎‎Afganit‎‎ na base de sua torre, o T-15 tem-os dispostos ao longo dos lados superiores de seu casco.

## Operadores
- Rússia

Atualmente apenas a russia opera o T-15, sendo sua quantidade em serviço desconhecida.